# North East line (métro de Singapour)
 (mai 2020).
Si vous disposez d'ouvrages ou d'articles de référence ou si vous connaissez des sites web de qualité traitant du thème abordé ici, merci de compléter l'article en donnant les références utiles à sa vérifiabilité et en les liant à la section « Notes et références ».
La North East line (aussi abrégée en NEL) est l'une des six lignes du métro de Singapour (MRT). Entièrement souterraine, elle relie la station HarbourFront au sud-ouest de la cité-état à Punggol au nord-est. Sa longueur est de 19,2 km pour 16 stations et un temps de trajet total est de 33 minutes, ce qui en fait la plus courte ligne du métro de Singapour. La ligne est identifiée par la couleur violette sur les plans du réseau. L'exploitation est assurée par la société SBS Transit.
Ouverte le 20 juin 2003, la North East line est la troisième ligne de métro construite à Singapour et la première du réseau à fonctionner en automatisation intégrale. Elle est également la première à être entièrement souterraine et à disposer d'une couverture réseau dans l'ensemble des stations. La ligne utilise des trains à grande capacité de types C751A et C751C à six voitures. Il s'agit de la seule ligne du MRT à être alimentée par caténaire et non par troisième rail.

## Histoire

### Planification et construction
Une ligne de MRT reliant le nord-est au centre-ville de Singapour est évoquée pour la première fois en 1986. Le ministre des Communications, Yeo Ning Hong, déclare alors que le projet serait réalisable quand la cité-état aurait atteint 3 millions d'habitants.
Le tracé initial prévoit de relier Punggol à Outram Park. Cependant, en 1993, la Land Transit Authority décide de le prolonger jusqu'à HarbourFront afin de desservir le  World Trade Centre de Singapour (aujourd'hui devenu le HarbourFront Centre).
La construction de la North East line est officiellement approuvée le 16 janvier 1996. La société française Alstom est sélectionnée comme principal fournisseur et maître d'œuvre. Les travaux débutent le 1er janvier 1997. La station Punggol devait être ouverte lors d'une phase ultérieure mais est finalement intégrée à la première phase. Sa construction débute en 1998.
Le 20 mai 1999, l'exploitation de la ligne est confiée à la nouvelle société SBS Transit, créant ainsi une situation de concurrence avec SMRT Corporation qui exploite les deux premières lignes du MRT. Les travaux prennent fin le 20 janvier 2001.
Initialement envisagée en décembre 2002, l'inauguration est reportée à de multiples reprises en raison de difficultés rencontrées dans la mise au point des automatismes. La ligne ouvre finalement ses portes le 20 juin 2003. Les tarifs sont alors plus élevés que sur les autres lignes afin de compenser le coût élevé de sa construction (4,6 milliards de dollars de Singapour).

### Stations supplémentaires
Lors de la construction de la ligne, deux stations intermédiaires supplémentaires, baptisées Buangkok et Woodleigh, avaient été réservées en vue d'une ouverture ultérieure. SBS Transit, qui craignait un déficit lié à un trafic trop faible, avait décidé que ces stations ne seraient mises en service que lorsque les secteurs desservis seraient suffisamment peuplés.
Buangkok, dont la construction est entièrement achevée, fait l'objet d'un fort lobbyisme de la part de riverains qui réclame son ouverture et qualifient la station « d'éléphant blanc ». Elle ouvre finalement ses portes le 15 janvier 2006. La station Woodleigh, elle, n'est achevée que le 20 juin 2011 après que le secteur se soit développé.
Une troisième station supplémentaire, Keppel, aurait dû être construite entre les stations HarbourFront et Outram Park (ce qui explique le nom de code NE2 laissé vacant). Cette station a finalement été annulée faute de développement dans le secteur et semble définitivement abandonnée. Une station du même nom et située à proximité est cependant prévue dans la phase 6 de la Circle line, dont l'ouverture est envisagée pour 2026.

### Plan de rénovation
En décembre 2018, la LTA annonce que la North East line fera l'objet d'une opération de rénovation à partir de 2019. Les travaux comprennent la modification de la signalisation et du système d'alimentation électrique, ainsi que le remplacement de la voie et des aiguillages.
Un contrat est également passé avec la société chinoise CRRC Nanjing Puzhen pour la rénovation des 25 rames de première génération. L'opération doit s'étendre de 2019 à 2024.

## Projets

### Nouvelle stationPunggol Coast
Une extension de 1,6 km au-delà du terminus de Punggol a été annoncée en 2013. Elle comprendra une seule nouvelle station baptisée Punggol Coast et desservira le nouveau cluster d'innovation et d'enseignement actuellement en développement dans le quartier de Punggol. Initialement envisagée pour 2020, l'extension devrait finalement voir le jour en 2023. Les travaux ont débuté en 2018.

### Au delà
Des plans à long terme envisagent une desserte par le MRT des îles secondaires de Pulau Ubin et Tekong, qui font partie du territoire de Singapour. Ce projet pourrait impliquer une extension de la North East line. Aucune échéance n'a cependant été annoncée, une telle extension étant tributaire de l'urbanisation encore hypothétique de ces deux îles.